# Czech Games Edition
Czech Games Edition — компанія, заснована в 2007 році в Чехії, яка займається виробництвом настільних та карткових ігор.

## Ігри
Настільні ігри, створені компанією, включають Through the Ages: A New Story of Civilization, Galaxy Trucker, Space Alert, Lost Ruins of Arnak та Codenames.
Цифрові версії додатків також доступні для Galaxy Trucker, Codenames, та Through the Ages.